# Список заслуженных мастеров спорта СССР (тяжёлая атлетика)
Звание «заслуженный мастер спорта» (с 1983 года официальное название — «заслуженный мастер спорта СССР») было учреждено в 1934 году.
| 1934 год |                                           |            |                         |             |                  |                                    |
| 1        | Бухаров Александр Васильевич              | 05.06.1934 |                         | Москва      | «Динамо»         | 15                                 |
| 1937 год |                                           |            |                         |             |                  |                                    |
| 1        | Попов Георгий Владимирович                | ??.08.1937 |                         |             |                  | 60                                 |
| 2        | Шатов Николай Иванович                    | ??.08.1937 |                         |             |                  | 61                                 |
| 3        | Кошелев Николай Иванович                  | ??.08.1937 |                         |             |                  | 62                                 |
| 4        | Крылов Владимир Владимирович              | ??.10.1937 | ??.??.1909 — 10.04.1942 | Москва      | «Строитель»      | 64                                 |
| 1938 год |                                           |            |                         |             |                  |                                    |
| 1        | Буйницкий Михаил Иванович (гиревой спорт) | ??.11.1938 | ??.??.1902 — ??.??.???? | Горький     | «Спартак»        |                                    |
| 1939 год |                                           |            |                         |             |                  |                                    |
| 1        | Механик Израиль Бенцианович               | ??.07.1939 |                         | Москва      | «Локомотив»      |                                    |
| 1940 год |                                           |            |                         |             |                  |                                    |
| 1        | Куценко Яков Григорьевич                  | ??.07.1940 |                         |             | «Локомотив Юга»  |                                    |
| 2        | Эхт Давид Наумович                        | ??.07.1940 |                         |             |                  |                                    |
| 1942 год |                                           |            |                         |             |                  |                                    |
| 1        | Красников Дмитрий Васильевич              | ??.11.1942 | ??.??.1902 — 26.10.1955 | Севастополь |                  |                                    |
| 1943 год |                                           |            |                         |             |                  |                                    |
| 1        | Авакян Аркадий Абардович                  | 23.02.1943 |                         |             |                  |                                    |
| 2        | Хотимский Ефим Наумович                   | 23.02.1943 | ??.??.1911 — ??.??.1981 | Киев        | «Спартак»        |                                    |
| 3        | Касьяник Моисей Давидович                 | ??.04.1943 |                         | Тбилиси     | «Динамо»         |                                    |
| 4        | Меркурис Иван Антипович                   | 17.07.1943 | 01.11.1902 — ??.??.???? |             |                  |                                    |
| 5        | Манукян Рубен Хачатурович                 | 20.08.1943 | ??.??.???? — ??.??.???? |             |                  | 239                                |
| 1945 год |                                           |            |                         |             |                  |                                    |
| 1        | Спарре Ян Юрьевич                         | 20.12.1945 |                         |             |                  |                                    |
| 2        | Божко Александр Иванович                  | 20.12.1945 |                         | Москва      | ЦДКА             |                                    |
| 3        | Крылов Виктор Иванович                    | 20.12.1945 | 20.12.1899 — 27.03.1983 | Москва      | «Динамо»         |                                    |
| 4        | Новак Григорий Ирмович                    | 20.12.1945 |                         | Москва      | «Крылья Советов» | (лишен звания в декабре 1952 года) |
| 5        | Шепелянский Яков Самойлович               | 20.12.1945 | ??.??.1899 — ??.??.1967 | Киев        |                  |                                    |
| 1947 год |                                           |            |                         |             |                  |                                    |
| 1        | Назаров Константин Васильевич             | ??.??.1947 | ??.??.1905 — ??.??.1996 |             |                  |                                    |
| 2        | Хрястолов Петр Васильевич                 | ??.??.1947 | 15.08.1897 — ??.??.1978 | Ленинград   | «Динамо»         |                                    |
| 3        | Петров Алексей Михайлович                 | ??.08.1947 | ??.??.1906 — ??.??.1987 | Ленинград   | «Динамо»         |                                    |
| 4        | Аздаров Иван Михайлович                   | ??.08.1947 |                         | Ереван      | «Спартак»        | (лишен звания в 1951 году)         |
| 5        | Лапидус Наум Абрамович                    | ??.12.1947 |                         | Минск       | «Динамо»         |                                    |
| 6        | Рапопорт Михаил Владимирович              | ??.12.1947 | ??.??.1906 — ??.??.1958 | Ленинград   | «Динамо»         |                                    |
| 7        | Донской Александр Ильич                   | ??.12.1947 |                         | Киев        | «Спартак»        |                                    |
| 8        | Жижин Алексей Михайлович                  | ??.12.1947 | ??.??.???? — ??.??.1989 | Ленинград   | Дом офицера      |                                    |
| 1948 год |                                           |            |                         |             |                  |                                    |
| 1        | Поляков Дмитрий Петрович                  | ??.07.1948 | ??.??.1905 — ??.??.1965 | Москва      | «Динамо»         |                                    |
| 2        | Лопатин Евгений Иванович                  | 05.08.1948 |                         | Саратов     | «Динамо»         | 570                                |
| 1950 год |                                           |            |                         |             |                  |                                    |
| 1        | Лапутин Николай Петрович                  | ??.06.1950 |                         | Киев        | ВМФ              |                                    |
| 2        | Мамедов Ахмед Мамедович                   | ??.06.1950 |                         | Баку        | «Нефтяник»       |                                    |
| 3        | Наумов Дмитрий Григорьевич                | ??.07.1950 |                         | Ташкент     | «Локомотив»      |                                    |
| 4        | Светилко Владимир Кириллович              | ??.07.1950 |                         | Тбилиси     | «Динамо»         |                                    |
| 1951 год |                                           |            |                         |             |                  |                                    |
| 1        | Жгенти Мамия Константинович               | ??.03.1951 | ??.??.???? — ??.??.1980 | Тбилиси     | «Динамо»         |                                    |
| 2        | Косарев Митрофан Петрович                 | ??.03.1951 | ??.??.1911 — 28.07.2005 | Москва      | «Строитель»      |                                    |
| 3        | Ляпидевский Александр Витальевич          | ??.12.1951 | ??.??.1911 — ??.??.1975 | Ленинград   | Советская Армия  |                                    |
| 1952 год |                                           |            |                         |             |                  |                                    |
| 1        | Соколов Н. И.                             | ??.02.1952 | ??.??.???? — ??.??.???? | Горький     | «Торпедо»        |                                    |
| 2        | Ломакин Трофим Фёдорович                  | ??.08.1952 |                         |             |                  |                                    |
| 3        | Удодов Иван Васильевич                    | ??.08.1952 |                         |             |                  |                                    |
| 4        | Чимишкян Рафаэль Аркадьевич               | ??.08.1952 |                         |             |                  |                                    |
| 5        | Воробьев Аркадий Никитич                  | ??.08.1952 |                         | Свердловск  | ОДО              |                                    |
| 6        | Саксонов Николай Николаевич               | ??.08.1952 |                         | Свердловск  | ОДО              |                                    |
| 7        | Гумашян Павел Александрович               | ??.??.1952 |                         |             |                  |                                    |
| 1954 год |                                           |            |                         |             |                  |                                    |
| 1        | Мальцев Иван Гаврилович                   | ??.06.1954 | ??.??.1911 — ??.??.1976 |             | Советская Армия  |                                    |
| 2        | Иванов Дмитрий Иванович                   | ??.12.1954 | ??.??.1928 — ??.??.1993 |             | «Спартак»        |                                    |
| 3        | Фархутдинов Бакир Фаррахович              | ??.12.1954 |                         |             | «Динамо»         |                                    |
| 1955 год |                                           |            |                         |             |                  |                                    |
| 1        | Стогов Владимир Степанович                | ??.12.1955 |                         |             |                  |                                    |
| 2        | Костылев Николай Григорьевич              | ??.12.1955 |                         |             |                  |                                    |
| 3        | Дуганов Юрий Владимирович                 | ??.12.1955 | 27.07.1921 — ??.06.2012 | Ленинград   | «Буревестник»    |                                    |
| 1957 год |                                           |            |                         |             |                  |                                    |
| 1        | Богдановский Фёдор Фёдорович              | ??.02.1957 |                         |             | Советская Армия  |                                    |
| 2        | Рыбак Игорь Михайлович                    | ??.02.1957 |                         | Харьков     | «Авангард»       |                                    |
| 3        | Медведев Алексей Сидорович                | ??.12.1957 |                         | Москва      | «Труд»           |                                    |
| 4        | Минаев Евгений Гаврилович                 | ??.12.1957 |                         |             | Советская Армия  |                                    |
| 1960 год |                                           |            |                         |             |                  |                                    |
| 1        | Бушуев Виктор Георгиевич                  | ??.09.1960 |                         | Горький     | «Труд»           |                                    |
| 2        | Власов Юрий Петрович                      | ??.09.1960 |                         |             | ЦСКА             |                                    |
| 3        | Курынов Александр Павлович                | ??.09.1960 |                         | Казань      | «Буревестник»    |                                    |
| 1961 год |                                           |            |                         |             |                  |                                    |
| 1        | Плюкфельдер Рудольф Владимирович          | ??.10.1961 |                         | Кемерово    | «Труд»           |                                    |

## 1961
- Амбарцумян, Серго Искандерович

## 1962
- Каплунов, Владимир Иосифович

## 1964
- Вахонин, Алексей Иванович
- Голованов, Владимир Семёнович
- Жаботинский, Леонид Иванович

## 1966
- Беляев, Владимир Николаевич
- Бровко, Эдуард Павлович
- Куренцов, Виктор Григорьевич

## 1968
- Селицкий, Борис Сергеевич

## 1969
- Крищишин, Владислав Васильевич
- Новиков, Евгений Васильевич[нем.] 26.08.1924 — 20.10.1973[39]
- Сметанин, Владимир Семёнович
- Тальтс, Яан Аугустович

## 1970
- Алексеев, Василий Иванович
- Иванченко, Геннадий Иванович
- Колотов, Василий Фёдорович

## 1971
- Каныгин, Владимир Александрович
- Козин, Юрий Евгеньевич
- Павлов, Борис Андреевич р. 21.3.1947
- Ригерт, Давид Адамович
- Четин, Геннадий Тимофеевич

## 1972
- Батищев, Станислав Михайлович
- Киржинов, Мухарбий Нурбиевич
- Шанидзе, Давид Иванович

## 1973
- Первушин, Павел Владимирович

## 1974
- Рыженков, Владимир Ильич
- Устюжин, Валерий Миронович

## 1975
- Шарий, Валерий Петрович

## 1976
- Воронин, Александр Никифорович
- Колесников, Николай Алексеевич
- Король, Пётр Кондратьевич

## 1977
- Бессонов, Геннадий Вениаминович
- Варданян, Юрий Норайрович
- Зайцев, Юрий Константинович
- Козлов, Анатолий Васильевич
- Полторацкий, Сергей Александрович

## 1978
- Милитосян, Вартан Ишханович
- Осмоналиев, Каныбек Осмоналиевич

## 1979
- Аракелов, Сергей Аликович
- Рахманов, Султан Сабурович
- Сырчин, Павел Леонидович

## 1980
- Мазин, Виктор Иванович
- Тараненко, Леонид Аркадьевич

## 1981
- Кравчук, Валерий Анатольевич
- Писаренко, Анатолий Григорьевич (снято в 1985)
- Соц, Виктор Петрович

## 1982
- Саркисян, Юрий Отеллоевич

## 1983
- Кузнецов, Павел Викторович

## 1984
- Захаревич, Юрий Иванович
- Мирзоян, Оксен Аракелович
- Солодов, Виктор Викторович
- Храпатый, Анатолий Михайлович

## 1987
- Курлович, Александр Николаевич

## 1988
- Арсамаков, Исраил Магомедгиреевич

## 1989
- Милитосян, Исраел Николаевич

## 1990
- Касапу, Фёдор Михайлович
- Ли, Сергей Владимирович (присвоено 30.12.1990)

## 1991
- Акоев, Артур Владимирович
- Мухамедьяров, Наиль Нариманович
- Садыков, Игорь Сергеевич
- Самадов, Ибрагим Беркманович
- Сырцов, Сергей Александрович

## 1992
- Кахиашвили, Кахи Тамазович
- Трегубов, Виктор Николаевич

## Год присвоения неизвестен
- Еналдиев, Асланбек Иналович
- Лучкин, Николай Иванович 1906—1980 (? 1952, как тренер Ивана Удодова)
- Ораздурдыев, Алтымурад Ораздурдыевич (? 89, 90)
- Пушкарёв, Владимир Владимирович
- Роман, Роберт Ансович 1923—1989
- Симонян, Григорий Тигранович ?—1981
- Хабутдинов, Равиль Незамович (? 57)
- Чикваидзе, Георгий Багратович 1893 — ??.04.1964 (? 1943)
- Шейерман, Роберт Яковлевич